# Gradski kotari Beča
Beč je administrativno podijeljen na 23 kotara (njem. Wiener Stadtbezirke). Po nepisanom pravilu, Bečki kotari se nazivaju po njihovom broju, a rijetko kad imenom. Na primjer "17. Bezirk", (hrv. 17. kotar), ili također "Der Siebzehnte" (hrv. "sedamnaesti"). Brojevi kotara se nalaze na svakom znaku s imenom ulice, ispred imena ulice, npr. »17., Pezzlgasse«. Nekada su kotari bili nazivani "Hieb-om".
Gradski kotari Beča nemaju isti status kao državni kotari (njem. Landbezirke), nego se smatraju gradskim četvrtima.

## Povijest
Do 1850. godine, grad Beč se sastojao samo iz prvog kotara, (Srednji grad), koji je bio okružen s gradskim zidinama. 
Od 15. stoljeća uslijedilo je nešto intenzivnije naseljavanje stanovništva ispred gradskog zida. Oblasti između gradskih zidina i linijskog nasipa iz 1707. godine koji se pružao usporedo s današnjim »pojasom«, nazvane su predgrađa. Radi pojednostavljivanja upravljanja i administracije, 1849. godine je došlo do odluke, da se ova mjesta pripoje gradu. To je i izvršeno 1850. godine. Ova predgrađa su podijeljena od 1. – 8. kotara, a dodatnom podjelom nastali su kotari 9 i 10.

## Popis gradskih kotara
| Broj | Ime                  | Grbovi               | Četvrti | Osnivanje | Površina u hektarima | Stanovništvo (1. siječnja 2017.) | Gustoća | Broj zaposlenih (2013.) |
| ---- | -------------------- | -------------------- | --- | --- | -------------------- | -------------------------------- | ------- | ----------------------- |
| 01   | Innere Stadt         | Innere Stadt         | — | 1850. | 287                  | 16 465                           | 5737    | 110 104                 |
| 02   | Leopoldstadt         | Leopoldstadt         | Jägerzeile Leopoldstadt Zwischenbrücken                                                                                       | 1850., uključujući Brigittenau-a | 1924                 | 105 003                          | 5458    | 69 739                  |
| 03   | Landstraße           | Landstraße           | Landstraße Erdberg Weißgerberviertel                                                                                          | 1850. | 740                  | 90 183                           | 12 187  | 95,793                  |
| 04   | Wieden               | Wieden               | Hungelbrunn Schaumburgergrund Wieden                                                                                          | 1850. | 178                  | 33 035                           | 18 559  | 28,237                  |
| 05   | Margareten           | Margareten           | Hundsturm Laurenzergrund Margareten Matzleinsdorf Nikolsdorf Reinprechtsdorf                                                  | 1861. | 201                  | 55 356                           | 27 540  | 19 656                  |
| 06   | Mariahilf            | Mariahilf            | Gumpendorf Laimgrube Magdalenengrund Mariahilf Windmühle                                                                      | 1850. (do 1861. dio 5. kotara) | 145                  | 31 865                           | 21 825  | 28 451                  |
| 07   | Neubau               | Neubau               | Altlerchenfeld Neubau Sankt Ulrich Schottenfeld Spittelberg                                                                   | 1850. (do 1861. dio 6. kotara) | 161                  | 32 197                           | 19 998  | 35 183                  |
| 08   | Josefstadt           | Josefstadt           | Alservorstadt Altlerchenfeld Breitenfeld Josefstadt Strozzigrund                                                              | 1850. (do 1861. dio 7. kotara) | 109                  | 25 528                           | 23 420  | 16 096                  |
| 09   | Alsergrund           | Alsergrund           | Alservorstadt Althangrund Himmelpfortgrund Lichtental Michelbeuern Rossau Thurygrund                                          | 1850 (do 1861. dio 8. kotara) | 297                  | 42 709                           | 14 380  | 50 457                  |
| 10   | Favoriten            | Favoriten            | Favoriten Inzersdorf-Stadt Oberlaa Rothneusiedl Unterlaa                                                                      | 1850. | 3182                 | 198 083                          | 6225    | 63 907                  |
| 11   | Simmering            | Simmering            | Albern Kaiserebersdorf Simmering                                                                                              | 1892. | 2326                 | 100 137                          | 4305    | 34 667                  |
| 12   | Meidling             | Meidling             | Altmannsdorf Gaudenzdorf Hetzendorf Obermeidling Untermeidling                                                                | 1892. | 810                  | 95 955                           | 11 846  | 35 755                  |
| 13   | Hietzing             | Hietzing             | Hietzing Unter-St.-Veit Ober-St.-Veit Hacking Lainz Speising                                                                  | 1892. | 3772                 | 54 171                           | 1436    | 25 791                  |
| 14   | Penzing              | Penzing              | Baumgarten Breitensee Hadersdorf-Weidlingau Hütteldorf Penzing                                                                | 1892. | 3376                 | 92 337                           | 2735    | 28,651                  |
| 15   | Rudolfsheim-Fünfhaus | Rudolfsheim-Fünfhaus | Rudolfsheim Fünfhaus Sechshaus                                                                                                | 1892. | 392                  | 78 999                           | 20 153  | 28,808                  |
| 16   | Ottakring            | Ottakring            | Neulerchenfeld Ottakring | 1892. | 867                  | 104 323                          | 12 033  | 29,492                  |
| 17   | Hernals              | Hernals              | Hernals Dornbach Neuwaldegg                                                                                                   | 1892. | 1139                 | 57 180                           | 5020    | 14,323                  |
| 18   | Währing              | Währing              | Gersthof Pötzleinsdorf Währing Weinhaus                                                                                       | 1892. | 635                  | 51 128                           | 8052    | 14,407                  |
| 19   | Döbling              | Döbling              | Grinzing Heiligenstadt Josefsdorf Kahlenbergerdorf Neustift am Walde Nussdorf Oberdöbling Salmannsdorf Sievering Unterdöbling | 1892.; "Kuchelauer Hafen" do 1938. godine | 2494                 | 72 107                           | 2891    | 30,341                  |
| 20   | Brigittenau          | Brigittenau          | Brigittenau Zwischenbrücken                                                                                                   | 1850. kao dio 2. kotara, 1900. odcjepljenje i osnivanje kotara | 571                  | 86 868                           | 15 213  | 28,389                  |
| 21   | Floridsdorf          | Floridsdorf          | Donaufeld Floridsdorf Großjedlersdorf Jedlesee Leopoldau Stammersdorf Strebersdorf                                            | 1905. | 4444                 | 158 712                          | 3571    | 53,911                  |
| 22   | Donaustadt           | Donaustadt           | Aspern Breitenlee Essling Hirschstetten Kagran Kaisermühlen Stadlau Süßenbrunn                                                | 1905. – 1938. Aspern, Hirschstetten, Lobau, Stadlau su bili dijelovi 21. kotara; 1938. osnivanje 22. kotara, nakon pada Trećeg Reicha došlo je do dezintegracije grada Groß-Enzersdorfa iz sastava Beča | 10 231               | 184 188                          | 1800    | 59 616                  |
| 23   | Liesing              |                      | Atzgersdorf Erlaa Inzersdorf Kalksburg Liesing Mauer Rodaun Siebenhirten                                                      | 1938. kao 25. kotar, 1954. 23. kotar | 3207                 | 101 053                          | 3151    | 54,065                  |
|      | Beč                  | Wien                 | — | — | 41 487               | 1 867 582                        | 4502    | 955 839                 |